# Edificio Bencich (Avenida Córdoba)
Se conoce como Edificio Bencich (o Bencich Hermanos) a uno de los edificios residenciales construidos por la empresa Bencich Hermanos -constructores nacidos en Trieste cuando esta ciudad todavía formaba parte del Imperio Austrohúngaro-, que se encuentra en la esquina noroeste de Avenida Córdoba y Esmeralda, en la ciudad de Buenos Aires, Argentina. Es un edificio distintivo de la arquitectura ecléctica porteña, que resalta por su volumen y por sus altas torres de tono rojizo.

## Descripción
Este gigantesco edificio por departamentos data del año 1927, y fue proyectado por el arquitecto francés graduado en la famosa Escuela de Bellas Artes de París Eduardo Le Monnier, que trabajó con los triestinos Bencich tanto en este proyecto como en el del edificio de Diagonal Norte y Florida.
Ocupa una superficie de 832 m², aunque está dividido en tres bloques con accesos diferenciados. El bloque de la esquina tiene su entrada por Córdoba 807, el intermedio por Córdoba 817 y el tercero por Córdoba 827. En la planta baja y entrepiso funcionan diversos locales comerciales, el más importante ocupando la ochava.

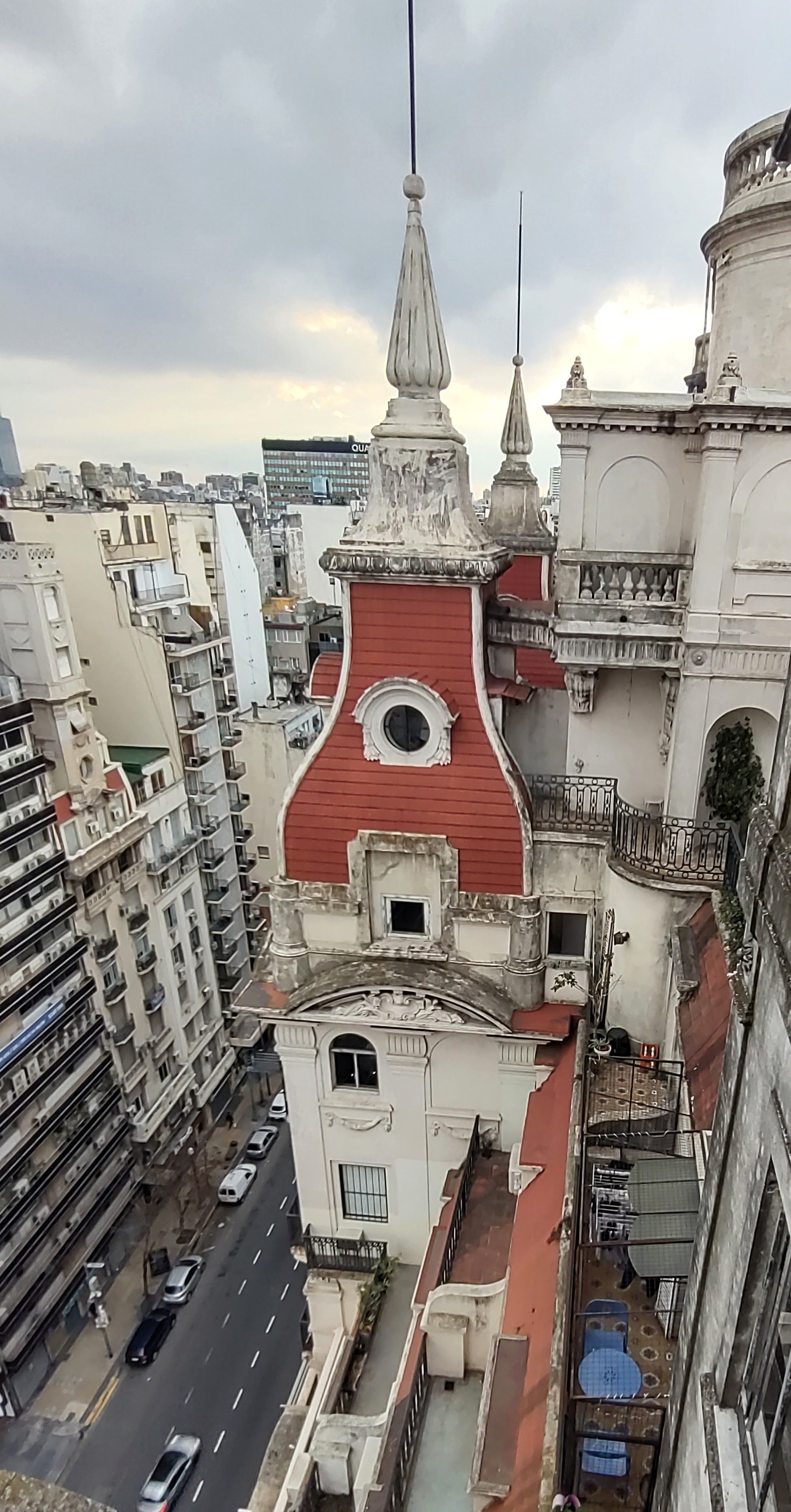
Una de sus cúpulas

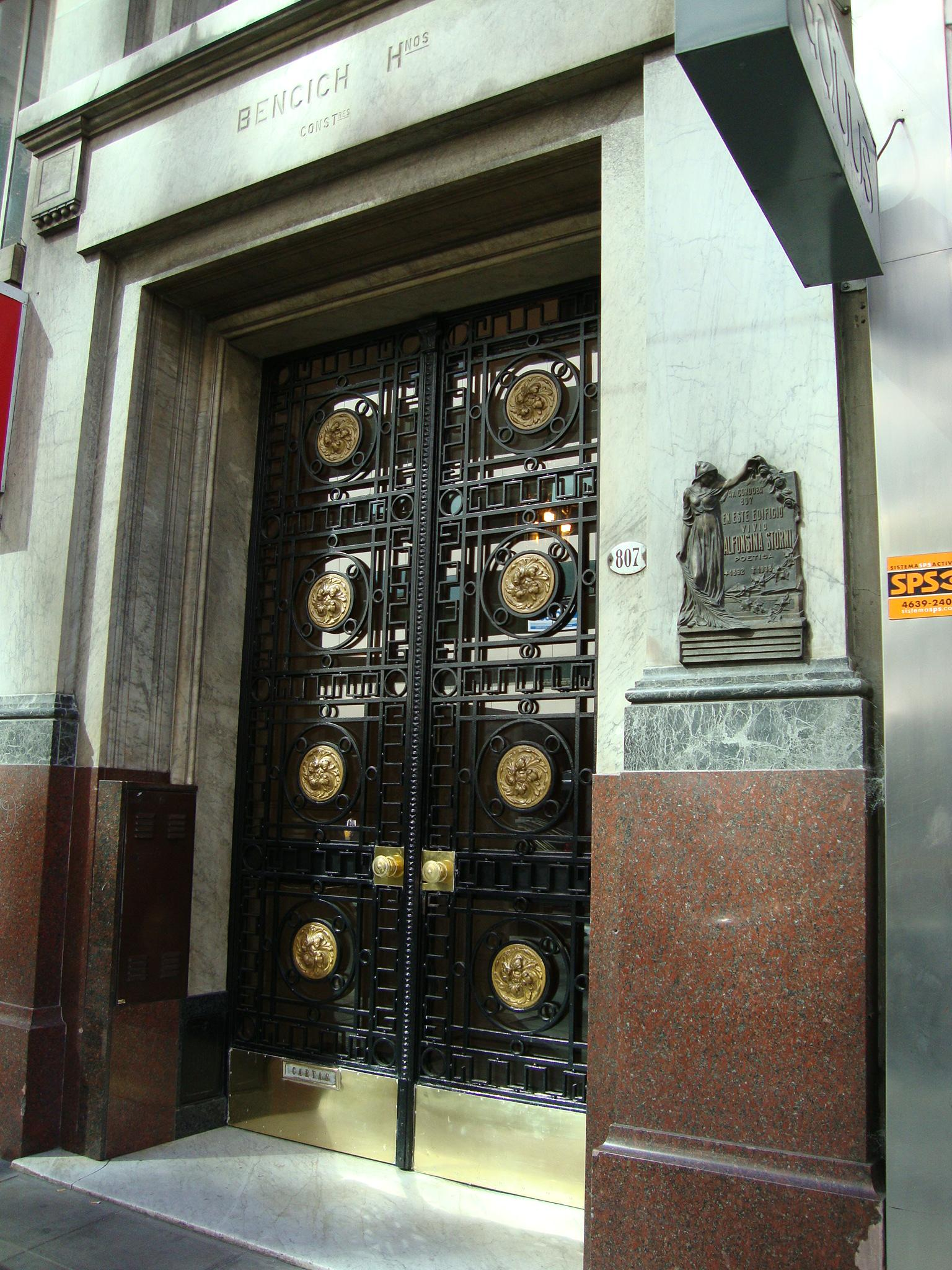
El n.º 807 y la placa de Alfonsina Storni

Luego, un gran número de departamentos está distribuido en los tres bloques a lo largo de 13 pisos altos, cada entrada con su propio ascensor y una escalera caracol. Las numerosas torres del edificio también funcionan como viviendas.
El Edificio Bencich es una de las obras maestras de Le Monnier en el plano de las construcciones residenciales, teniendo una gran complejidad en sus formas y decoración. Los balcones de cada piso tienen rejas artísticas con variados diseños, las ventanas son de diversas formas y con distintos adornos. A partir del séptimo piso, por reglamentaciones de altura en la avenida, la fachada sufre un retiro progresivo, tomando una disposición escalonada que permite el asolamiento de los sucesivos niveles.
Pero son sin duda las torres con cúpulas el elemento distintivo de esta construcción, estilizadas y pintadas en un tono rojizo que recuerda a las del Edificio La Inmobiliaria. La de la esquina posee un pináculo que la eleva aún más.
En un comienzo, el edificio entero era propiedad de los Bencich, ya que en la Argentina aún no se había implementado la Ley de Propiedad Horizontal (condominio), y las construcciones de este tipo eran propiedad de un particular o una compañía, que obtenía el alquiler de las viviendas. Por eso se las llamaba "propiedades de renta". Un dato histórico es que en el bloque con entrada por Córdoba 807 vivió, en uno de los departamentos, la poetisa Alfonsina Storni, como lo recuerda una placa colocada en esa puerta.

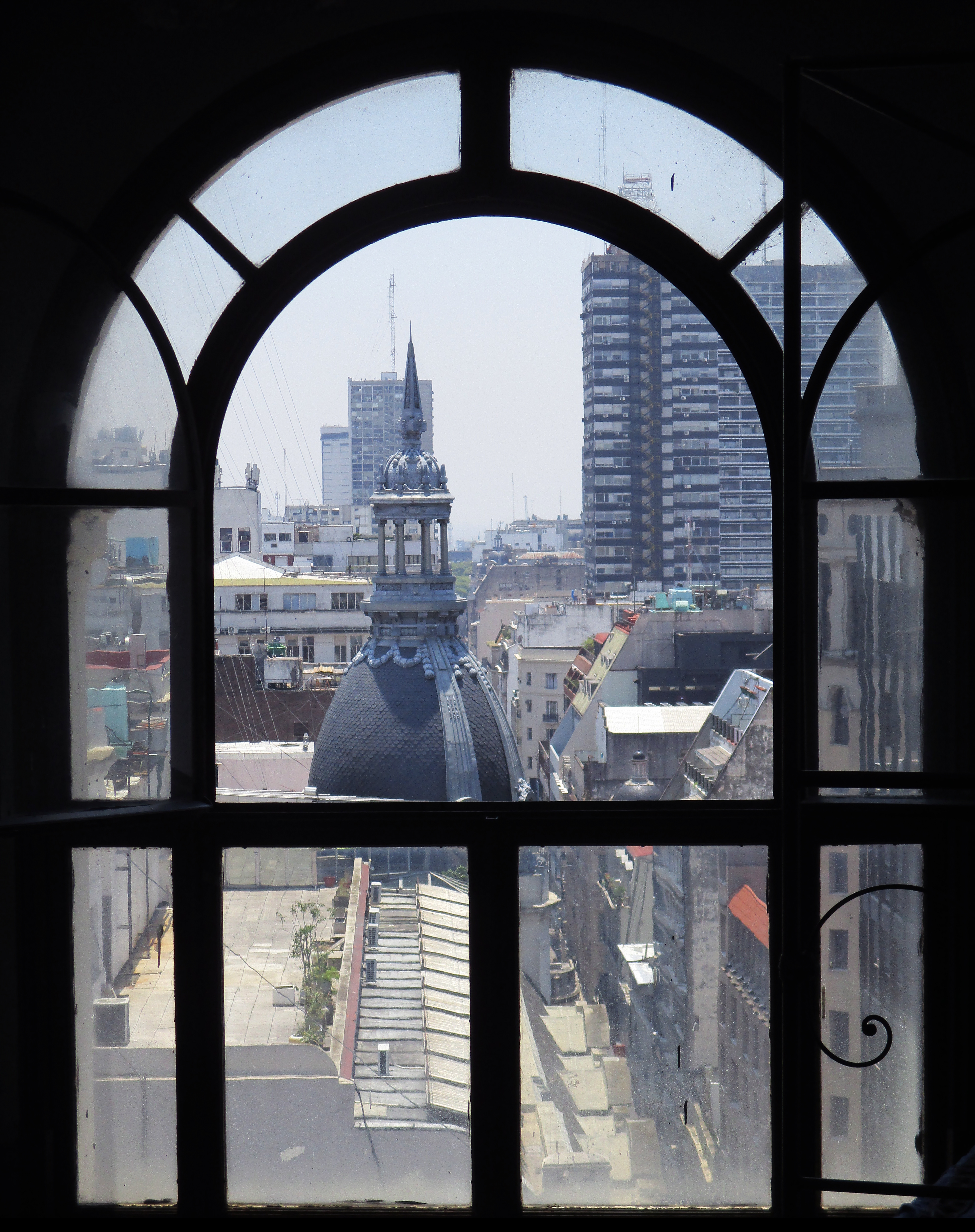
Ventana del Edificio Bencich Sobre calle Florida

En la actualidad el edificio forma parte del programa de restauración e iluminación de fachadas del Plan Microcentro, que busca revitalizar el área central metropolitana, incluido por ser una obra histórica arquitectónica con valor patrimonial.